# Affairs of the Heart
Affairs of the Heart – czwarty album amerykańskiej wokalistki pop Jody Watley. Płyta została wydana w grudniu 1991.
W 1991 płyta zajęła 124. miejsce w zestawieniu Billboard 200.

## Utwory
1. I Want You
2. Call on Me
3. I'm the One You Need
4. Affairs of the Heart
5. Commitment of Love
6. It All Begins With You
7. Dance to the Music
8. Strange Way
9. Always and Forever
10. Until the Last Goodbye
11. Stolen Moments